# القول المختصر في علامات المهدي المنتظر
القول المختصر في علامات المهدي المنتظر للإمام ابن حجر الهيتمي (ت 974هـ) كتاب يتناول علامات المهدي المنتظر من وجهة نظر أهل السنة والجماعة، فيذكر فيه علاماته وفضائله وخصوصياته وصفاته وأحواله، وقد التزم فيه مؤلفه الروايات الخالية عن الموضوعات. ويعد هذا الكتاب مرجعاً حديثياً فيما جاء بشأن المهدي من أحاديث وأخبار.

## أقسام الكتاب
تضمن الكتاب مقدمة وثلاثة أبواب وخاتمة.
- المقدمة: تصدى فيها لموقف المكذبين بالدجال والمهدي ملقياً الضوء عليهما.
- الباب الأول: في علامات المهدي وخصوصياته التي جاءت عن النبي محمد وهي ثنتان وستون علامة.
- الباب الثاني: فيما جاء عن الصحابة وهي تسع وثلاثون علامة.
- الباب الثالث: فيما جاء عن التابعين وتابعيهم وهي ست وخمسون علامة.
- الخاتمة: تتناول أموراً متفرقة جمع فيها المؤلف بقية العلامات.